# 天主教公主港宗座代牧區
天主教公主港宗座代牧區（拉丁語：Vicariatus Apostolicus Portus Principis in Philippinis）是菲律賓一個羅馬天主教宗座代牧區，轄區包括巴拉望省南部。
宗座代牧區於2010年時有教友419,768人、35個堂區和39名司鐸，其主教座堂是聖母無原罪主教座堂。現任主教為伯多祿‧阿里戈。
巴拉望宗座監牧區1910年4月10日設立，1951年6月29日升為宗座代牧區。2002年5月13日易名。